# Gøril Snorroeggen
Gøril Snorroeggen (née le 15 février 1985 à Trondheim, en Norvège) est une handballeuse norvégienne, championne olympique en 2008.

## Biographie
En 2013, après trois saisons au Danemark à Esbjerg, elle revient dans son club formateur de Byåsen.

## Palmarès

### Club
compétitions internationales 
- finaliste de la coupe d'Europe des vainqueurs de coupe en 2007 avec Byåsen HE

 compétitions nationales 
- vice-championne de Norvège 2005, 2006, 2007

### Sélection nationale
Jeux olympiques
- médaille d'or aux Jeux olympiques de 2012 à Londres
- médaille d'or aux Jeux olympiques de 2008 à Pékin

championnats du monde
- vainqueur du championnat du monde 2011
- finaliste du championnat du monde 2007[4]

championnats d'Europe
- vainqueur du championnat d'Europe 2006
- vainqueur du championnat d'Europe 2004

autres
- finaliste du championnat du monde junior en 2005

### Autres
- - Début en Équipe de Norvège le 22 octobre 2004 contre la France

### Distinctions individuelles
- élue meilleure demi-centre du championnat du Danemark en 2012[5]